# 奥列格·阿尔捷米耶夫
奥列格·格尔马诺维奇·阿尔捷米耶夫（俄語：Оле́г Ге́рманович Арте́мьев，羅馬化：Oleg Germanovich Artemyev，1970年12月28日—）是俄罗斯宇航员。

## 早年
1990年毕业于塔林理工大学。1998年毕业于鮑曼莫斯科國立技術大學，获得制冷技术学位。毕业后在科罗廖夫能源火箭航天集团工作。

## 宇航员生涯
2003年5月29日成为宇航员人选，6月16日至2005年6月28日期间接受基础太空训练，并以优异成绩通过考验，2005年7月5日获得实验宇航员资格。

### 远征39/40
莫斯科时间2014年3月26日凌晨1时17分（北京时间5时17分），联盟-FG运载火箭在拜科努尔航天发射场发射成功。9分钟后，载有阿尔捷米耶夫、亚历山大·斯克沃尔佐夫和史蒂文·斯旺森的联盟TMA-12M号宇宙飞船与运载火箭分离，并进入预定轨道。飞船绕地球运行了4圈后前往国际空间站。
格林尼治时间8月18日14时（北京时间22时）左右，他和斯克沃尔佐夫走出空间站，开始了5个多小时的太空行走。出舱行走大约22分钟后，他用戴着手套的右手将一颗来自秘鲁的人造迷你卫星送入太空。
2014年9月11日，搭载远征40任务成员的联盟TMA-12M号飞船在哈萨克斯坦预定区域着陆。飞船着陆时的安全由约200名官兵、14架米-8直升机、3架安-12和安-26飞机以及6台机动车辆保障。

### 远征55/56
莫斯科时间2018年3月21日20点44分（北京时间22日凌晨1点44分），他和美国宇航员安德鲁·福伊斯特尔和理查德·阿诺德乘坐联盟MS-08载人飞船从哈萨克斯坦拜科努尔发射场发射升空。他们此行携带了一个足球。这个足球被称作“电视之星 18”，是6月俄罗斯世界杯的比赛用球。
4月2日，阿尔捷米耶夫在Twitter上传一张在微重力环境下发芽的太空洋葱照片。这是他第二次将洋葱带上太空。
4月，他和什卡普列罗夫在太空参加了2018年的“世界俄语听写大赛”，他也曾在2014年太空任务中参加该年度大赛。
6月12日，他在国际空间站录制视频，向俄公民祝贺“俄罗斯国庆日”。
莫斯科时间8月30日凌晨时分，俄罗斯飞行控制中心值班员发现国际空间站舱内有微量漏气现象。后来经过检查，阿尔捷米耶夫等队员在联盟号飞船轨道舱壁内发现了一个直径约1.5毫米的穿孔。他们用胶水和胶带将穿孔填补封好。阿尔捷米耶夫在事后称，同事谢尔盖·普罗科皮耶夫的头发因此白了40多根。普罗科皮耶夫则称，白发是飞船减压事故后才有的。
哈萨克斯坦时间2018年10月4日17时44分许（北京时间19时44分许），联盟MS-08载人飞船在哈萨克斯坦杰兹卡兹甘附近一处空旷地区成功着陆。

### 远征66/67
统计
| # | 飞船代号    | 发射时间（UTC）       | 任务代号               | 着陆时间（UTC）       | 时间总计     | 舱外活动次数 | 舱外活动时间 |
| - | ----------- | --------------------- | ---------------------- | --------------------- | ------------ | ------------ | ------------ |
| 1 | 联盟TMA-12M | 2014年3月25日21时17分 | 联盟TMA-12M，远征39/40 | 2014年9月11日2时23分  | 169日5时5分  | 2            | 12时34分     |
| 2 | 联盟MS-08   | 2018年3月21日17时44分 | 联盟MS-08，远征55/56   | 2018年10月4日11时45分 | 196日18时0分 | 1            | 7时46分      |
|   |             |                       |                        |                       | 365日23时5分 | 3            | 20时20分     |

## 荣誉
- 俄罗斯联邦宇航员和俄罗斯联邦英雄（2016年）[13]

## 图集

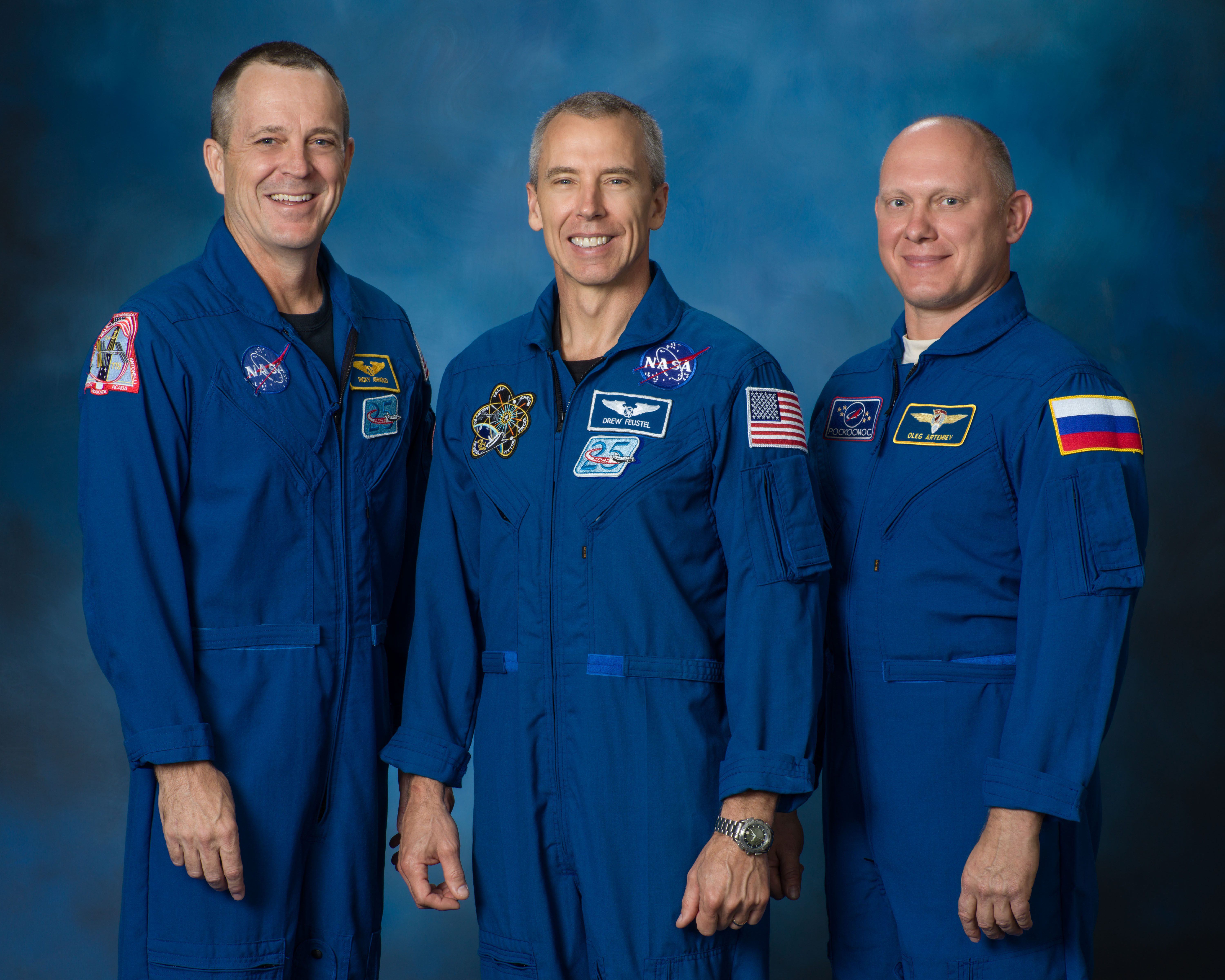
联盟MS-08队员合影
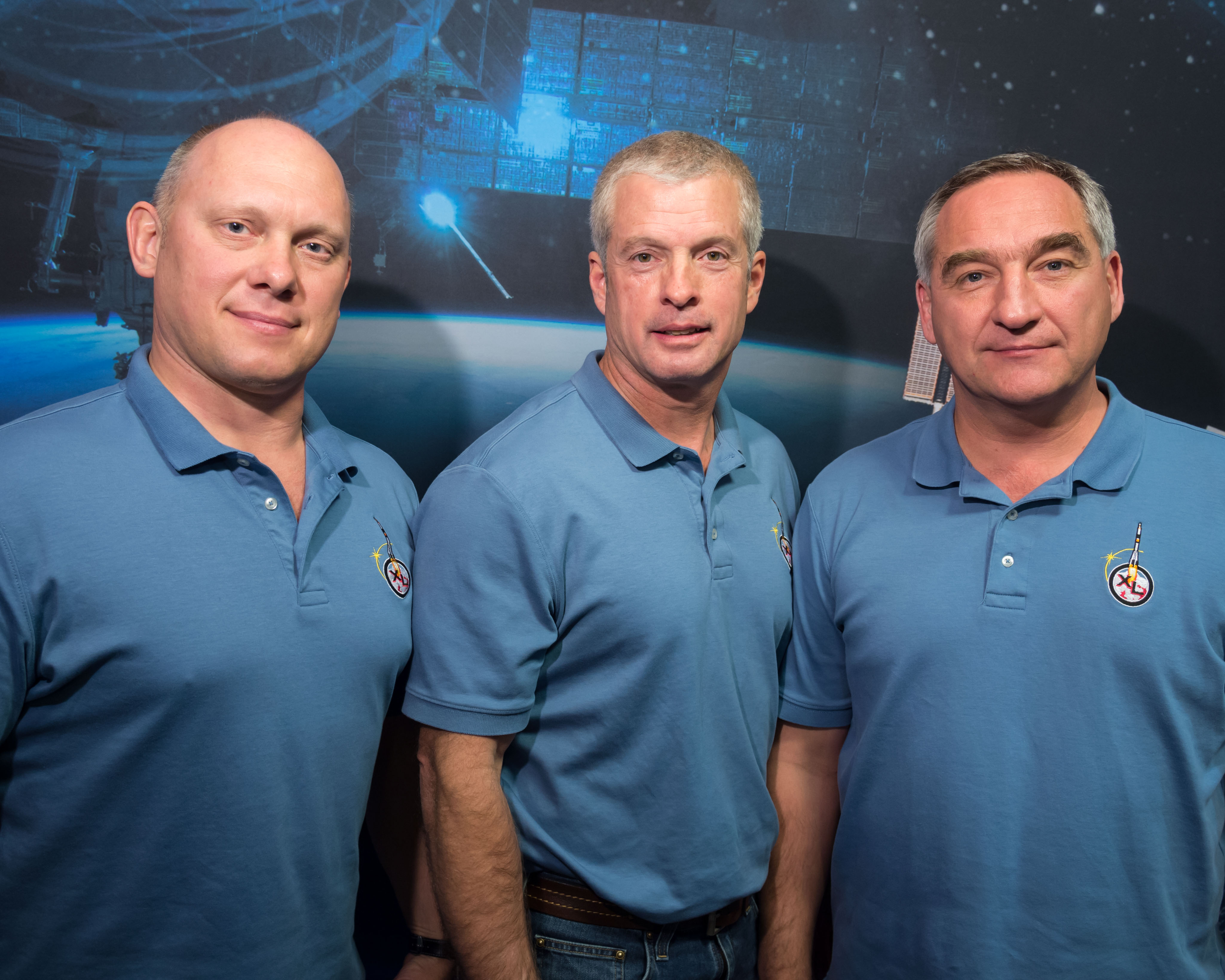
联盟TMA-12M队员合影
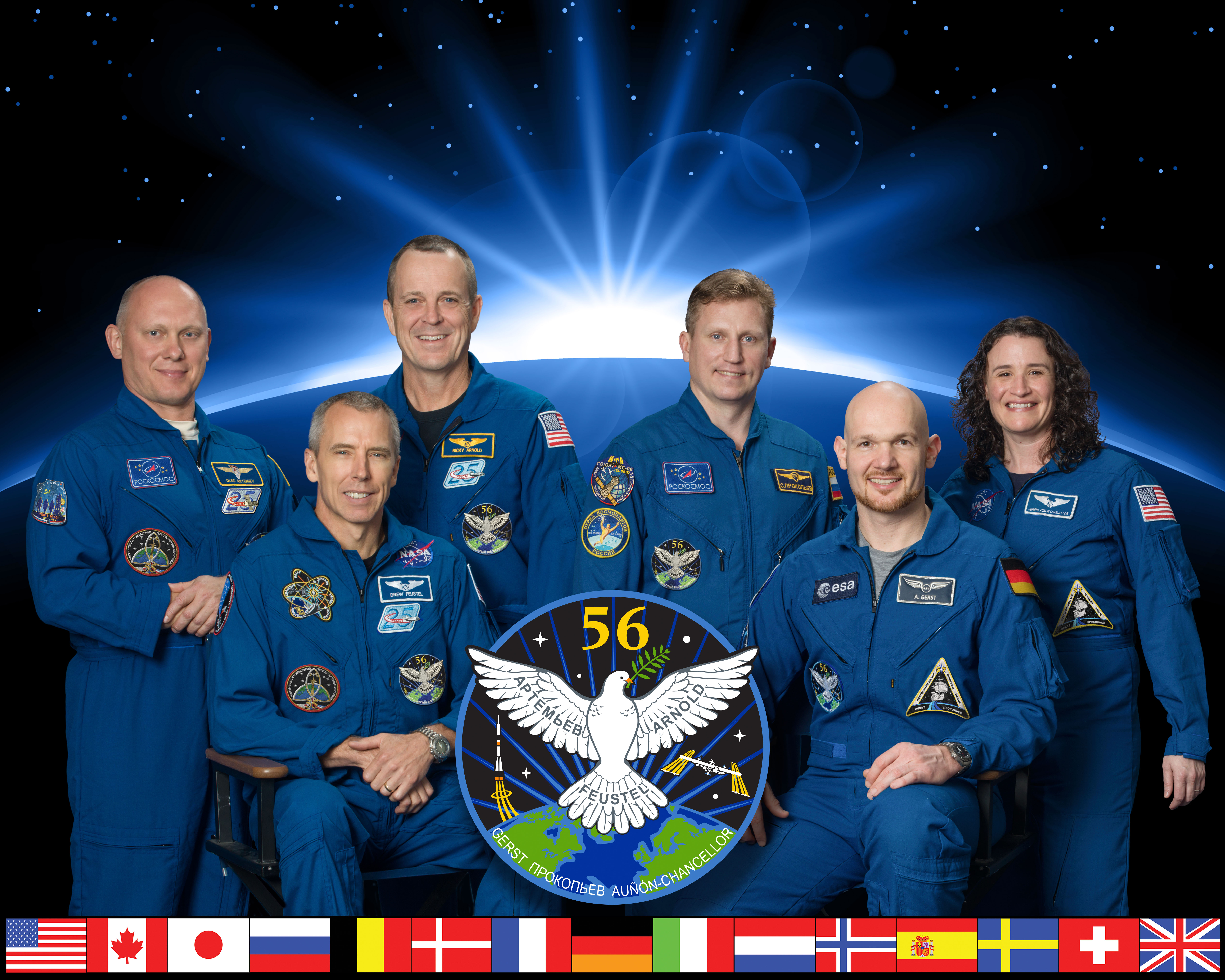
远征56队员合影
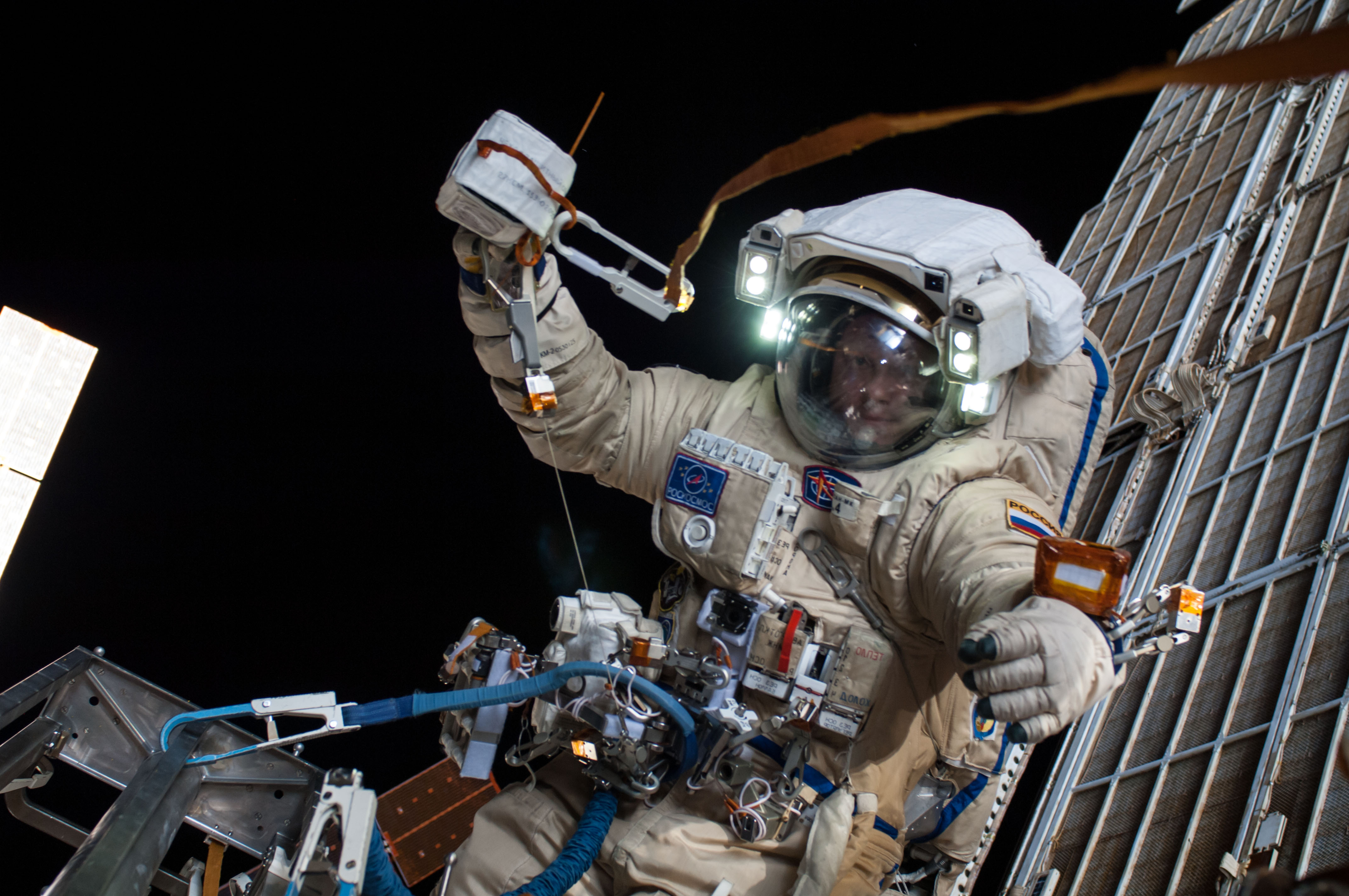
舱外活动
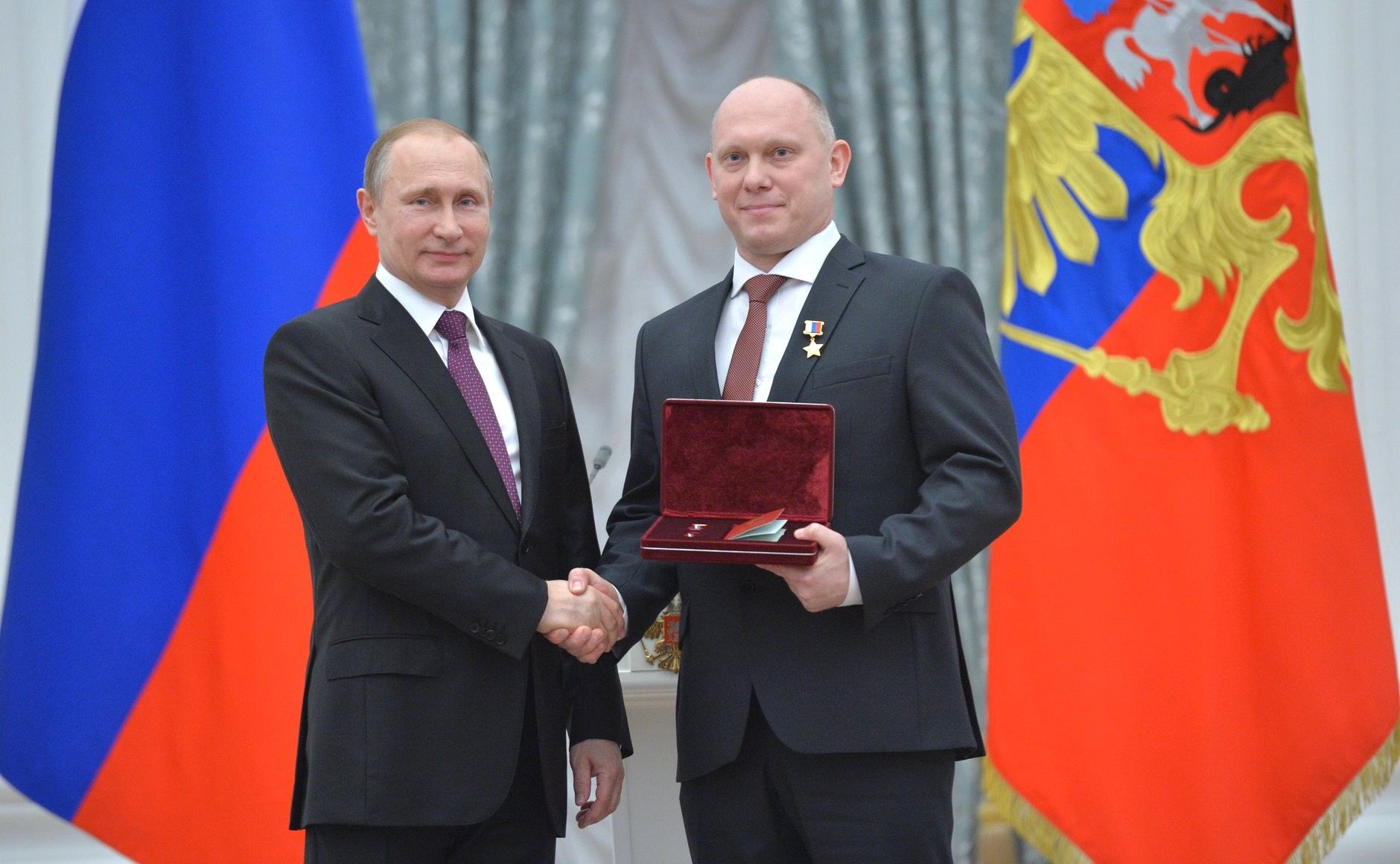
俄罗斯联邦英雄授奖仪式